# Кораллі
Кора́ЛЛі (Карпатські Аллігатори) — музична команда, особливістю якої є рок-експерименти з трембітою та сопілкою.

## Стиль
Неабияку увагу під час сценічного рок-перфоменсу гурту привертають традиційні карпатські інструменти, що використовуються музикантами: сопілка, дримба та карпатська трембіта. Вони і надають команді особливої концертної видовищності і впізнаваності, які вже неодноразово побачила та відчула публіка Європи (Німеччина, Чехія, Польща) і далекої Японії.
З того часу і до зараз «багато води перетекло», але свій стиль хлопці продовжують називати фанк-панком. Визначення цілком відповідає дійсності — бо за настроєм і текстовим наповненням це дійсно близько до панку, і то далеко не у поп-варіанті. Кожен з учасників, попри це, має за плечима участь в церковних хорах та народних колективах. Ну а саму музику справді добряче приправлено фанковими фінтами. Звичайно, можна тут знайти і ще купу домішок — від фольку, мабуть, до гіп-гопу — та це вже не так суттєво. Головне — запальна, просто забійна енергія, з якою «КораЛЛі» роблять свою справу. Така енергійність надихає і добряче заряджає.
Важливо, що зараз Рок-Вар'Яте «КораЛЛі» — явище музичне, мистецьке та світоглядне. Своєрідна філософська позиція, яка згуртовує людей відразу і надовго.

## Фестивалі
Команда встигла набути прізвиська «трембітно-амбітна», оскільки з часу заснування у 2006, взяла участь у більшості українських та багатьох закордонних фестивалях.
Повний список за посиланням [Архівовано 11 жовтня 2016 у Wayback Machine.]
- Захід (с. Родатичі, Львівська обл.);
- Бандерштат (м. Луцьк)
- Країна Мрій (м. Київ)
- Франко-Фест (с. Нагуєвичі, Львівська обл.)
- Карпатський Байкер (Косів, Україна);
- Лемківська Ватра (Ждиня, Польща);
- Підкамінь (Підкамінь, Україна);
- Славське Рок (Славське, Україна);
- Be Free (Львів, Україна);
- День Незалежності в Унежі (Уніж, Україна);
- День Незалежності України (Варшава, Польща);
- Рок Січ (Київ, Україна);
- ДніПро (Київ, Україна);
- The Global Battle of The Bands (Львів-Київ, Україна);
- Нівроку (Тернопіль, Україна);
- Дні української культури (Ряшів, Польща);
- МітОст (Ужгород, Україна);
- Червона Рута (Івано-Франківск — Київ, Україна);
- Рок-Коляда (Львів, Україна)
- Великдень у Космачі (с. Космач);
- Світязь (Шацьк, Волинська обл.);
- Ніч на Івана Купала (Перемишль, Польща);
- Зашків (с. Зашків, Львівська обл.);
- Обнова-фест (Чернівці, Україна);
- EKOlomyja (Ґурово-Ілавецке, Польща);
- Чернігівське Rocks Львів (Львів, Україна);
- GALICJA-Rzeszów (Ряшів, Польща);
- Na Iwana, na Kupała (Польща);
- Потяг до Яремче (м. Яремче);
- Свірж (c. Свірж, Львівська обл.);
- Folkowo (Острода, Польща);
- Мазепа-Фест (м. Полтава);

17 квітня 2012 року гурт виступив на Великій Гаївці в Дрогобичі, під час якої було встановлено рекорд України за кількістю учасників гаївки.
Під час фестивалю Франко-Фест у 2013 році нами було також встановлено рекорд України на найчисельніше прочитання віршу Івана Франка. Тоді КораЛЛі разом із 30 000 учасників фестивалю прочитали під музику вірш «Ой ти дівчино з горіха зерня..»: У 2016 році КораЛЛі вибороли перше місце на міжнародному фестивалі-конкурсі E-Band Competition від компанії Yamaha. І вже у листопаді представляли Україну у японському Токіо — виступили на фестивалі Asian Beat 2016.
2017 видався плідним на концерти та фестивалі, КораЛЛі виступали на фестивалях в Європі, зокрема ювілейна 35 та Лемківська Ватра, Ekolomyja, Watra w Lugach (Польща).
Крім того 1 грудня 2017 року КораЛЛі разом з провідними українськими та чеськими командами виступили у Чехії на фестивалі Prague Rock Festival, присвячений запровадженню безвізового режиму України з ЄС.
Наприкінці року вийшла збірка «Рок-коляди до різдвяних свят», яка вмістила 4 рок-коляди: «Чи дома-дома», «Небо і Земля», «Ой на ріці, на Йордані», та спільну роботу з гуртом The Doox — «Маланка».
Гурт спільно з Сергієм  Присяжним піснею Вперед, Соколи! [Архівовано 13 червня 2021 у Wayback Machine.]" долучився до акції "Так працює пам'ять", присвяченої пам'яті Данила Дідіка і всім, хто віддав життя за незалежність України.

## Учасники

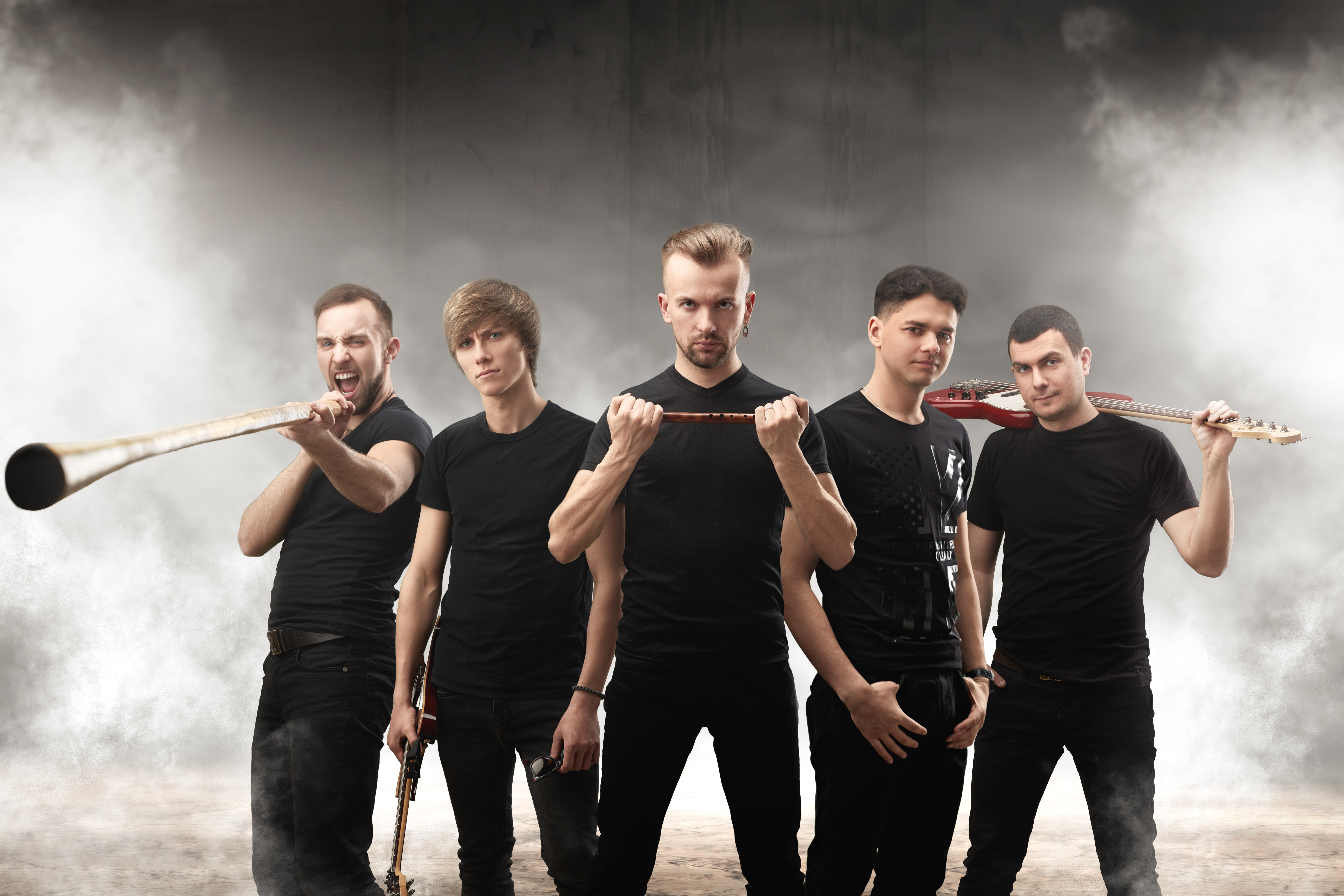

- Мишко Адамчак — вокал, сопілка, клавішні
- Олег Федик — барабани
- Тарас Чепіль — бас-гітара
- Арсен Токар — гітара

Колишні учасники:
- Юрко Адамчак — вокал, гітара
- Василь Юзьков — бас-гітара, скрипка, бек-вокал
- Віктор Кукуруза — ударні, бек-вокал
- Віктор Вдович — бас-гітара
- Віля Чупак — трембіта, дримба, вокал
- Євген Берездецький — гітара, бек-вокал
- Андрій Чепіль (1994—†2023) — трембіта [4]

## Дискографія
- Кралі EP (2011)
- Є! (2011)